# Tel Maresha
Tel Maresha (hebreiska: תל מראשה) är en höjd i Israel. Den ligger i Södra distriktet, i den centrala delen av landet. Toppen på Tel Maresha är 352 meter över havet, eller 65 meter över den omgivande terrängen. Bredden vid basen är 2,3 km.
Terrängen runt Tel Maresha är lite kuperad. Runt Tel Maresha är det tätbefolkat, med 383 invånare per kvadratkilometer. Närmaste större samhälle är Qiryat Gat, 12,8 km väster om Tel Maresha. Trakten runt Tel Maresha består till största delen av jordbruksmark.